# Arquebisbat de Managua
L'arquebisbat de Managua (llatí: Archidioecesis Managuensis) és una seu metropolitana de l'Església Catòlica a Nicaragua. El 2013 tenia 2.061.000 batejats sobre una població de 2.721.000 habitants. Actualment està regida per l'arquebisbe cardenal Leopoldo José Brenes Solórzano.

## Territori
L'arxidiòcesi comprèn els tres departaments nicaragüencs de Carazo, Managua e Masaya.
La seu arxiepiscopal és la ciutat de Managua, on es troba la catedral de la Immaculada Concepció i l'antiga catedral de Sant Jaume dels Cavallers.
El territori s'estén sobre 5.312 km², i està dividit en 114 parròquies.

## Història
L'arxidiòcesi va ser erigida el 2 de desembre de 1913 amb la butlla Quum iuxta apostolicum effatum del Papa Pius X, prenent el territori de la diòcesi de León en Nicaragua.
El 19 de desembre de 1924 cedí una part del seu territori per tal que s'erigís la diòcesi de Matagalpa.
El 31 d'octubre de 1953 va ser instituït el capítol de la catedral, per efecte de la butlla Est Collegium del Papa Pius XII.

## Cronologia episcopal
- José Antonio Lezcano y Ortega † (10 de desembre de 1913 - 6 de gener de 1952 mort)
- Vicente Alejandro González y Robleto † (6 de gener de 1952 - 17 de juny de 1968 mort)
- Miguel Obando Bravo, S.D.B. (16 de febrer de 1970 - 1 d'abril de 2005 jubilat)
- Leopoldo José Brenes Solórzano, des de l'1 d'abril de 2005

## Estadístiques
A finals del 2013, l'arxidiòcesi tenia 2.061.000 batejats sobre una població de 2.721.000 persones, equivalent al 75,7% del total.
| any  | població  | població  | població | sacerdots | sacerdots       | sacerdots       | sacerdots             | diaques | religiosos | religiosos | parròquies |
| ---- | --------- | --------- | -------- | --------- | --------------- | --------------- | --------------------- | ------- | ---------- | ---------- | ---------- |
| any  | batejats  | total     | %        | total     | clergat secular | clergat regular | batejats por sacerdot | diaques | homes      | dones      |            |
| 1950 | 1.142.622 | 1.202.866 | 95,0     | 49        | 27              | 22              | 23.318                |         |            | 141        | 14         |
| 1966 | 417.000   | 438.064   | 95,2     | 132       | 41              | 91              | 3.159                 |         | 143        | 354        | 44         |
| 1968 | 540.000   | 563.349   | 95,9     | 140       | 44              | 96              | 3.857                 |         | 131        | 314        | 49         |
| 1976 | 695.239   | 750.987   | 92,6     | 130       | 36              | 94              | 5.347                 |         | 142        | 350        | 55         |
| 1980 | 905.000   | 921.000   | 98,3     | 158       | 48              | 110             | 5.727                 |         | 153        | 370        | 67         |
| 1990 | 1.110.000 | 1.189.118 | 93,3     | 93        | 43              | 50              | 11.935                |         | 69         | 260        | 72         |
| 1999 | 1.816.880 | 2.271.100 | 80,0     | 122       | 68              | 54              | 14.892                |         | 95         | 495        | 85         |
| 2000 | 1.818.880 | 2.273.200 | 80,0     | 138       | 84              | 54              | 13.180                |         | 101        | 500        | 90         |
| 2001 | 1.900.300 | 2.273.200 | 83,6     | 147       | 93              | 54              | 12.927                |         | 97         | 515        | 95         |
| 2002 | 1.950.310 | 2.385.300 | 81,8     | 151       | 95              | 56              | 12.915                |         | 100        | 536        | 97         |
| 2003 | 1.807.300 | 2.386.500 | 75,7     | 147       | 96              | 51              | 12.294                |         | 86         | 550        | 100        |
| 2004 | 1.800.300 | 2.400.000 | 75,0     | 158       | 104             | 54              | 11.394                |         | 107        | 565        | 92         |
| 2013 | 2.061.000 | 2.721.000 | 75,7     | 214       | 143             | 71              | 9.630                 |         | 114        | 270        | 114        |